# 发光炬灯鱼
发光炬灯鱼（学名：Lampadena luminosa）为輻鰭魚綱燈籠魚目灯笼鱼科炬灯鱼属的鱼类。分布于太平洋、印度洋、大西洋以及南海、东海等海域，屬深海魚類，棲息深度50-850公尺，體長可達20公分。该物种的模式产地在0°57′30″S、89°03′30″W。